# 九江港
九江港，位于中国江西省九江市，位于长江中游，为中国内河主要港口。九江港坐标为东经115º58′36〃，北纬29º43′56〃。九江港最高水位22.5米（1982年），最低水位13.87米（1968年），平均水位15.92米。九江港主体港区上起九江县永安乡高六房，下至庐山区新港镇大套口。2010年，九江港口吞吐量达到3291万吨，其中集装箱吞吐量达12.06万标箱。
2022年，九江港年度货物吞吐量达到18061万吨，同比增长5.92%，在长江主要港口中排名第七，占全省港口货物吞吐量的80%以上，在中部地区港口群中持续领跑。
九江港口型国家物流枢纽成功入选2022年国家物流枢纽建设名单。

### 国际航线
2023年12月23日，“长越1”集装箱轮船运载411标箱、2936吨的货物从九江城西港集装箱码头驶向日本，标志着九江-日本集装箱国际直达航线正式开通，该航线可达日本东京、横滨、名古屋、大阪、神户等港口。